# Море Пунги
Море Пунги (лат. Punga Mare) — углеводородное море Титана (спутника Сатурна). Это самое северное из его морей: оно находится близко к полюсу, севернее моря Кракена. Размер — около 380 км; координаты центра — 85°06′ с. ш. 20°18′ в. д. / 85,1° с. ш. 20,3° в. д.
Море было обнаружено аппаратом «Кассини» в 2007 году. Оно названо в честь Пунги — предка акул, скатов и ящериц в мифологии полинезийского народа маори. Название было утверждено Международным астрономическим союзом в 2008 году.